# Arkivi Qendror i Shtetit
Arkivi Qëndror i Shtetit, fullständigt namn på albanska: Arkivi Qendror i Shtetit i Republikës së Shqipërisë (AQSH i RSH), är landets officiella arkiv, av rangen nationalarkiv, och ligger utmed gatan Rruga Asim Vokshi i Tirana. I nationalarkivet förvaras historiska handlingar av betydelse för Albanien.